# Trachelopachys caviunae
Trachelopachys caviunae är en spindelart som först beskrevs av Cândido Firmino de Mello-Leitão 1947.  
Trachelopachys caviunae ingår i släktet Trachelopachys och familjen flinkspindlar. Inga underarter finns listade i Catalogue of Life.